# Истина (журнал)
«И́стина» — российский единоверческий журнал, издававшийся в XIX веке в Пскове, а ранее в городе Иоганнисбург.
Первый журнал подобного рода. Возник в 1863 году как старообрядческая газета, и издавался в Восточной Пруссии, в городе Иоганнисбург, где были напечатаны, в славянской типографии, первые четыре книжки журнала старообрядцев «Истина». С переходом его главного редактора в единоверие стал издаваться в России в форме журнала, борясь со старообрядческим расколом (первоначально — главным образом против беспоповцев-федосеевцев). Прекратил издаваться в 1889 году после смерти главного редактора.

## История
В начале 1863 года старообрядец-беспоповец Константин Голубев женился на дочери состоятельного старообрядца, что помогло ему выкупить типографию и приступить к изданию газеты «Истина». В ней печатались в основном собственные полемические статьи Голубева, часто направленные против крайностей старообрядчества. Впоследствии Голубев вслед за Павлом Прусским склоняется к принятию единоверия.
В феврале 1867 года Голубев обратился к обер-прокурору Святейшего Синода с просьбой разрешить перевозку типографии из Пруссии в Россию, обещая принять российское подданство и своими изданиями склонять старообрядцев к соединению с православной церковью.
С 1867 года типография стала называться Славянской, а «Истина» приобрела размеры журнала, и в нём Голубев пропагандировал мысль о необходимости церковного единства. За два года в Иоганнисбурге вышли четыре книжки нового журнала.
Первые четыре выпуска (книжки) журнала в обновлённой редакции, также как и предыдущие, вышли в городе Иоганнисбурге, в Пруссии и были напечатаны в Славянской типографии.
28 марта 1868 года типография была перевезена в город Псков, где стал издаваться и журнал Истина (по шесть книжек в год).
Особым указом императора от 16 октября 1869 года предписывалось рассылать журнал через благочинных причтам раскольнических приходов. Указом от 17 сентября 1870 года признавалось полезным распространять это издание также по духовным академиям и семинариям «для большего ознакомления с расколом, особенно в миссионерских классах». В 1887 и 1888 годах журнал вышел сборниками за целый год под заголовком «Миссионерские статьи под названием Истина» (Псков, 1887 и 1889 гг.).
Первоначально журнал печатался славянским и гражданским шрифтами. В 1871 году первые четыре книжки были напечатаны вторым изданием. Указатель статей первых 30 выпуском содержится в № 1 за 1874 год. Журнал распространялся по подписке (подписная цена три рубля в год с доставкой). По сведениям, на 1881 год в Пскове было два подписчика на «Истину», в Псковской губернии — 60. Всего подписчиков у журнала было 2 350.
Издание журнала прекратилось в 1889 года в связи со смертью Константина Голубева.